# Törökország az 1992. évi téli olimpiai játékokon
Törökország a franciaországi Albertville-ben megrendezett 1992. évi téli olimpiai játékok egyik részt vevő nemzete volt. Az országot az olimpián 2 sportágban 8 sportoló képviselte, akik érmet nem szereztek.

## Alpesisí
Férfi
| Versenyző           | Versenyszám            | 1. futam      | 1. futam      | 2. futam | 2. futam | Összesítés    | Összesítés    |
| Versenyző           | Versenyszám            | Idő           | Hely.         | Idő      | Hely.    | Idő           | Helyezés      |
| ------------------- | ---------------------- | ------------- | ------------- | -------- | -------- | ------------- | ------------- |
| Cevdet Can          | Műlesiklás             | 1:15,21       | 68.           | 1:13,24  | 50.      | 2:28,45       | 51.           |
| Cevdet Can          | Óriás-műlesiklás       | 1:23,62       | 87.           | 1:22,78  | 69.      | 2:46,40       | 70.           |
| Cevdet Can          | Szuperóriás-műlesiklás |               |               |          |          | 1:37,97       | 88.           |
| Ahmet Demir         | Műlesiklás             | nem ért célba | nem ért célba | kiesett  | kiesett  | kiesett       | kiesett       |
| Ahmet Demir         | Óriás-műlesiklás       | 1:23,00       | 83.           | 1:22,26  | 66.      | 2:45,26       | 67.*          |
| Ahmet Demir         | Szuperóriás-műlesiklás |               |               |          |          | nem ért célba | nem ért célba |
| Yakup Kadri Birinci | Óriás-műlesiklás       | 1:24,73       | 91.           | 1:23,39  | 72.      | 2:48,12       | 75.           |
| Yakup Kadri Birinci | Szuperóriás-műlesiklás |               |               |          |          | 1:30,40       | 82.           |
| Taner Üstündağ      | Műlesiklás             | 1:09,13       | 59.           | 1:08,65  | 46.      | 2:17,78       | 45.           |
| Taner Üstündağ      | Óriás-műlesiklás       | 1:20,44       | 74.           | 1:18,51  | 61.      | 2:38,95       | 60.           |
| Taner Üstündağ      | Szuperóriás-műlesiklás |               |               |          |          | 1:28,24       | 77.           |

* - egy másik versenyzővel azonos eredményt ért el

## Sífutás
Férfi
| Versenyző       | Versenyszám         | Eredmény | Helyezés |
| --------------- | ------------------- | -------- | -------- |
| Fikret Ören     | 10 km               | 37:03,7  | 96.      |
| Fikret Ören     | 15 km üldözőverseny | 54:40,1  | 83.      |
| Celal Şener     | 10 km               | 38:25,4  | 103.     |
| Celal Şener     | 15 km üldözőverseny | 57:47,5  | 90.      |
| Mithat Yıldırım | 10 km               | 36:36,8  | 93.      |
| Abdullah Yılmaz | 10 km               | 38:22,1  | 102.     |